# Just Cause 3
Just Cause 3 est un jeu vidéo de type GTA-like développé par Avalanche Studios et édité par Square Enix, sorti le 1er décembre 2015 sur PlayStation 4, Xbox One et Windows. Il s'agit du troisième jeu video de la série Just Cause.
Suite de Just Cause 2, le joueur incarne Rico Rodriguez, un agent américain envoyé dans divers pays pour renverser les dictatures présentes. Le jeu se déroule sur un archipel fictif de la Méditerranée, Medici, lieu où habitaient ses parents, tués lors du coup d'Etat de Di Ravello pour Tom Sheldon .
Just Cause 3 a reçu des critiques généralement positives. Les critiques ont fait l'éloge de son gameplay ouvert, de ses mécanismes de destruction et de l'accent mis sur l'agence des joueurs. La critique était dirigée à la fois sur son récit, que certains considéraient comme cliché et peu inspiré, et aussi sur ses problèmes de performance, en particulier sur les versions console du jeu.

## Trame
Ayant délaissé l'Agence, Rico est maintenant à son compte et retourne sur Medici, l'archipel où il a grandi, pour mettre à bas la dictature du général Di Ravello. Il détruit plusieurs bases de Di Ravello avant que celui-ci attaque la ville de Costa Del Porto et tue les Rebelles. Rico et Mario se réfugient alors dans une planque au sud de Soros. Pour mieux cerner Di Ravello, ils décident de trouver le scanner à Bavarium de Dimah. Mais alors Zeno Antithikara, un spécialiste du Bavarium travaillant pour Di Ravello, s'allie à eux pour les espionner. Ils arrivent ensemble à désactiver la super arme, ce qui provoque la colère de Di Ravello, qui tire alors un missile sur la ville de Manaea. À la fin du premier acte du jeu (en tout , il y en a 3) et pour empêcher la destruction de la ville, Rico "surf" sur le missile et le dévie sur la base de Cima Léon. Menacée par Di Ravello, Dimah s'enfuit à bord d'un bateau en direction d’Insula Dracon, vite rattrapé par la milice de Di Ravello, « La Main Noire », la force mercenaire d'élite la plus puissante au monde. Rico, Dimah et Mario s'allient avec Annika et Téo, deux contrebandiers, pour combattre l’ennemi commun.

### Personnages[2]
- Rico Rodriguez (surnommé « Aquila » chez les rebelles) (VF : Emmanuel Gradi) : Ex-agent américain (ayant grandi à Medici) envoyé pour renverser la dictature sur Medici.
- Mario Frigo : Ami d'enfance de Rico et chef rebelle
- Dimah Ali Umar al-Masri : Scientifique d’origine égyptienne spécialiste du Bavarium et tête pensante des rebelles — elle est la conceptrice des différentes technologies de déplacement et de destructions mises à la disposition de Rico Rodriguez et qui font le cœur des mécaniques de déplacement du jeu
- Tom Sheldon (VF : José Luccioni) : Collègue et ami de Rico Rodriguez, lorsqu'il faisait partie de l'Agence, il essaie de réintégrer celle-ci
- Rosa Manuela (VF : Blanche Ravalec) : Femme politique démocrate, chassée de Medici à cause des menaces qui pesaient sur elle après son arrivée au pouvoir pour remplacer le président Dante
- Général Sebastiano Di Ravello : Antagoniste principal du jeu, il est le général dirigeant d'une main de fer l'archipel de Medici, ayant à sa disposition une force mercenaire privée très puissante et qui contrôle le Bavarium, que Tom Sheldon convoite aussi, car Di Ravello est le meilleur collaborateur de l'agence en raison de son contrôle sur le Bavarium, ce dernier qui permettrait à Tom Sheldon de réintégrer l'Agence
- Alessia : Animatrice et « voix de la rébellion » à la radio libre de Medici, elle fait l’annonce de la libération des villes par Rico et propose également des missions afin d’aider les rebelles à ce dernier
- Annika : Contrebandière et combattante chevronnée, elle devient l’alliée de Rico dès le deuxième acte, avec son ami Teo
- Teo (VF : Eric Peter) : Contrebandier et ami d’Annika, il excelle également dans le domaine de l’informatique et du piratage, permettant au groupe de se tirer des griffes de Di Ravello à de multiples reprises
- Professeur Zeno Antithikara (VF : Gilbert Levy) : Scientifique travaillant pour le Général Di Ravello sur le bavarium, il est surnommé « Zeno la taupe » par les rebelles, car il a fait semblant de déserter mais a espionné Rico Rodriguez pour Di Ravello
- Looch : Marin apportant brièvement son aide à Rico et les rebelles dans l’aventure — le joueur le retrouve dans l’extension « Vol de bavarium en mer »
- Eden Callaghan : Fondatrice de la corporation eDEN (dans les trois extensions du jeu), Eden Callaghan a étendu ses activités de recherche à l’archipel médicien pour profiter du bavarium, où le Général sera le dernier investisseur de la corporation eDEN

### Medici

Drapeau de l'état fictif de Medici

L'archipel de Medici offre au joueur une variété importante d'environnements (comme dans les précédents opus), où il est possible de trouver des côtes rocailleuses et d'autres plus couvertes de sable, des champs de lavande ou de tournesol, des forêts brumeuses, mais aussi des montagnes glacées et dangereuses. Le studio a ainsi voulu créer une carte avec des inspirations peu communes, telles que la Grèce, la Sicile ou encore l'Espagne,. De plus, la langue médicienne semble être un mélange d'espagnol et d'italien.

### Régions
Il existe 3 régions différentes à Médici pour un joueur ne possédant aucune des trois extensions majeures :
- Insula Fonte, qui se présente comme une île isolée du reste au relief relativement plat,
- Insula Dracon, plus petite que Insula Fonte et possédant une surface décousue,
- Insula Striate, la plus grande île de l'archipel, sur laquelle se trouvent des carrières de Bavarium, des sommets enneigés ainsi que la capitale, Citate Di Ravello.

Il existe deux autres îles qui ne sont pas répertoriées : Boom Island, qui se trouve à l'extrême sud-ouest de l'archipel, et l'île du volcan, située au nord-ouest.
3 autres régions sont disponibles dans le pack de contenus téléchargeable « Air, Terre et Mer » :
- Forteresse Céleste (ajout de l’Espace aérien d’eDEN) : Le zeppelin d’eDEN fera son apparition dans le ciel entre les trois îles après avoir commencé la première mission de ce contenu.
- Assaut Terrestre par Meca (ajout d’Insula Lacrima) : Une quatrième île, nommée Insula Lacrima, s'ajoute aux autres. Elle apparaît dès le début du jeu au nord-ouest d'Insula Striate et à l’est de l’île du volcan, mais le joueur en sera rejeté tant qu'il ne commencera pas ce chapitre annexe.
- Vol de Bavarium en Mer (ajout de Scolio) : La Zone du Diable de mer apparaît à l'ouest de l'archipel dès le commencement du jeu. Tant qu'il ne commencera pas la première mission de ce contenu, le joueur se fera tuer s'il pénètre dans cette zone.

Ces trois régions supplémentaires ont toutes un lien avec l'organisation scientifique eDEN et le groupe de mercenaires « La Main noire ». Ce sont ces mêmes mercenaires qui font office d’antagonistes principaux dans l’épisode suivant, Just Cause 4, en 2018.

### Provinces
- Insula Fonte : Aspera, Baia, Feno, Lacos, Lavanda, Plagia, Sirocco Nord, Sirocco Sud, Soros
- Insula Dracon : Capite Est, Capite West, Cauda, Corda Dracon, Massos, Petra, Trio
- Insula Striate : Costa Sud, Falco, Grande Pastura, Libeccio, Litore Torto, Maestrale, Montana, Prima, Prospere, Regno, Rocca Blau, Umbra, Val de Mar
- Espace aérien d’eDEN (DLC) : Zeppelin d’eDEN
- Insula Lacrima (DLC) : Novola, Nebio Sud, Nebio Nord, Alvea
- Scolio (DLC) : Zone du Diable de mer

## Factions
- La Rébellion : Principale Faction Protagoniste du jeu, dirigée par Mario Frego. Le but de cette faction est de renverser le régime dictatorial de Di Ravello afin de réinstaurer la démocratie à Médici.
- Les Autorités de Médici : Principale Faction Antagoniste du jeu, dirigée par Sébastiano Di Ravello. Le but de cette faction est de conserver le régime dictatorial de celui-ci et d'éliminer la Rébellion[5].
- La Main Noire : Faction Antagoniste au joueur, c'est la force militaire la plus puissante au monde. Après avoir rendu ses services à Mendoza, Di Ravello engage cette faction pour protéger son règne.
- La Corporation eDEN : Faction Antagoniste au joueur, dirigée par Eden Callaghan. Il s'agit d'une entreprise spécialisée dans le Bavarium ayant fait faillite mais faisant ainsi son grand retour. Cette entreprise a eu de nombreux partenariats y compris avec Di Ravello[6].
- La Rébellion de Lacrima : Faction Alliée au joueur, dirigée par Eva. Il s'agit d'anciens détenus ayant pour but est de reprendre Insula Lacrima contrôlée par La Main Noire

## Système de jeu
Le grappin et le parachute sont toujours présents, avec l'ajout inédit d'une wingsuit que Rico peut combiner avec son parachute pour des déplacements plus complexes mais qui offrent plus de possibilités de gameplay. L'environnement est toujours aussi destructible, voire plus, avec encore une fois la présence de statues, infrastructures et haut-parleurs à détruire. De nombreuses armes (divisées en trois catégories : Double maniement, À deux mains et Spécial) et autres ustensiles, tels que les explosifs au bavarium GE-64, ou encore divers véhicules armés (avec des mitrailleuses, roquettes et autres boucliers au bavarium) viennent s'ajouter aux mécaniques de déplacement pour permettre au joueur d'appréhender les situations de façon très créative, dans une logique « bac à sable ». Pour couronner le tout, les fonctionnalités du grappin de Rico ont été améliorées, lui permettant notamment d'accrocher des éléments (tels que des objets destructibles, des ennemis, des véhicules ou le sol en lui-même) entre eux et ainsi pouvoir les attirer. L'épisode suivant, Just Cause 4, poussera les possibilités du grappin encore plus loin. Le scénario est, de son côté, plus recherché que dans les précédents opus, et met plus l'accent sur Rico et ses origines, bien que celui-ci ne constitue aucunement le cœur du jeu, qui se concentre sur les possibilités de gameplay évoquées précédemment.

### Extensions
Les trois extensions majeures du jeu (ou DLC) ont été conçues pour apporter de nouvelles mécaniques de jeu :
- Forteresse céleste : Ajout de la wingsuit au bavarium. Elle offre une apparence différente à la wingsuit (blanche avec des bandes cyan) et au parachute (noir avec des bandes cyan). En plus de l'aspect esthétique, elle permet au joueur de décoller depuis le sol ou l'eau (donc sans avoir à se lancer depuis une hauteur ou à se propulser par grappin), en faisant descendre sa jauge de boost en retour. Une fois en l'air, Rico peut faire appel au boost pour accélérer et, à proprement parler, voler et non plus simplement planer. À noter que le boost permet également de se déplacer plus rapidement sous l'eau ou encore d'effectuer diverses manœuvres d'esquive aérienne. La wingsuit au bavarium est également armée. En effet, elle permet, d'une part, de se servir de la mitrailleuse au bavarium (jusqu'à surchauffe) à munitions illimitées et, d'autre part, des missiles guidés au bavarium (jusqu'à surchauffe après un, deux, ou trois missiles tirés, en fonction des améliorations (voir ci-après)) à munitions également illimitées.
- Assaut terrestre par Meca : Ajout des Meca. Ils permettent au joueur d'embarquer dans un véhicule surpuissant, capable de tirer à la mitrailleuse, au bavarium ou aux missiles guidés (ces derniers requièrent toutefois un autre DLC mineur) jusqu'à surchauffe. Les Meca sont également équipés d'une impulsion électromagnétique, permettant de tout envoyer valser devant soi, qu'il s'agisse d'ennemis, de véhicules ou d'éléments destructibles. Un Meca permet aussi de saisir des objets grâce au Grip, et ainsi les soulever et transporter personnes, véhicules et autres objets aisément, et pouvoir les poser ou les lancer. Après amélioration, les Meca peuvent également être équipés d'un bouclier au bavarium.
- Vol de bavarium en mer : Ajout, premièrement, du Loochador ou Rocket-Boat. Il s'agit d'un bateau extrêmement rapide capable d'envoyer de nombreux missiles guidés ainsi que de tirer à la mitrailleuse. Il est également doté d'un blindage très résistant. Secondement, ajout de l'arme « Étincelle d'eDEN ». Il s'agit d'une arme de classe Spécial, qui a la particularité de pouvoir faire tomber la foudre là où Rico vise. La portée est limitée mais peut être accrue par amélioration, de même que le temps de recharge en cas de surchauffe.

### Améliorations
L'évolution du joueur se fait à travers des arbres de compétences (appelées « modifications »). Il existe huit classes de modifications (et même onze, si l'on y ajoute celles des DLC) :
- Destruction — permet d'améliorer les grenades
- Explosifs — permet d'améliorer le GE-64
- Armes — permet d'améliorer les compétences de Rico au maniement des armes ainsi que la taille du chargeur de ses dernières ou encore la fréquence à laquelle il est possible de redemander la même arme par Livraison rebelle
- Liens — permet d'améliorer les capacités du grappin de Rico en matière de liaison et traction d'objets
- Déplacement — permet d'améliorer les compétences de Rico au parachute, à la wingsuit ou au grappin
- Véhicules terrestres — permet d'améliorer les compétences de conduite de Rico ainsi que la fréquence à laquelle il est possible de redemander le même véhicule terrestre par Livraison rebelle
- Véhicules aériens — permet d'améliorer les compétences de pilotage de Rico ainsi que la fréquence à laquelle il est possible de redemander le même véhicule terrestre par Livraison rebelle
- Véhicules aquatiques — permet d'améliorer les compétences de conduite des bateaux de Rico ainsi que la fréquence à laquelle il est possible de redemander le même véhicule terrestre par Livraison rebelle
- Forteresse céleste (DLC) — permet d'améliorer les capacités de la wingsuit au bavarium
- Assaut terrestre par Meca (DLC) — permet d'améliorer les capacités des Meca
- Vol de bavarium en mer (DLC) — permet d'améliorer les capacités de l'Étincelle d'eDEN

L'acquisition d'une modification requiert des mécanismes. Ces derniers s'obtiennent en réussissant des défis ; en fonction des résultats obtenus, le joueur se verra offert entre un et cinq mécanismes spécifiques à une catégorie de modification. Le type de mécanisme obtenu dépendra du type de défi réalisé, qui sont, respectivement par rapport aux types de modification, les suivants :
- Destruction totale — demande au joueur de détruire un maximum d'installations et de véhicules dans un temps imparti, parfois avec une arme ou catégorie d'arme imposée
- Course explosive — demande au joueur d'atteindre un objectif à bord d'un véhicule équipé d'une bombe au bavarium et de détruire les véhicules ennemis qui s'y trouvent, tout en conservant une vitesse suffisante durant la course, pour éviter d'accélérer le compte à rebours
- Stand de tir — demande au joueur d'obtenir un maximum de points en tirant sur des cibles
- Ramasse-ferraille — demande au joueur de ramasser un maximum de minerais de bavarium à bord d'un véhicule pour les amener à un point de collecte
- Course en wingsuit — demande au joueur de finir un parcours en volant en wingsuit ; au cours de l'épreuve, le joueur pourra passer à travers divers cercles permettant d'obtenir davantage de points (passer au centre du cercle donne davantage de points), voler en rase-mottes permet également d'accélérer l'augmentation des points au fil du temps et le fait de terminer la course donne un bonus de 5 000 points
- Course terrestre — demande au joueur de finir une course à bord d'un véhicule terrestre au choix en un temps réduit (les modifications s'appliquent)
- Course aérienne — idem à bord d'un avion ou d'un hélicoptère (cela dépend du défi choisi)
- Course maritime — idem à bord d'un véhicule aquatique
- Forteresse céleste (DLC) — demande au joueur de : • soit détruire un maximum de drones à l'aide de sa wingsuit au bavarium ; • soit effectuer une Course en wingsuit où l'usage de la wingsuit au bavarium est toléré
- Assaut terrestre par Meca (DLC) — demande au joueur de tuer un maximum d'adversaire et de détruire un maximum de drones/véhicules ennemis dans un temps imparti à bord d'un Meca
- Vol de bavarium en mer (DLC) — demande au joueur de tuer un maximum d'ennemis armé de l'Étincelle d'eDEN

## Développement
Game Informer met en avance la couverture de son numéro du mois de décembre 2014 en ligne et officialise ainsi Just Cause 3, mettant fin à près de deux ans de spéculations sur la sortie du jeu et son contenu.
Le 18 novembre 2014, Christofer Sundberg annonce qu'il n'y aura pas de multijoueur sur Just Cause 3. Cela semble très étrange au vu de la communauté, compte tenu du fait que des moddeurs aient passé un temps assez important pour créer eux-mêmes un multijoueur sur la version PC de Just Cause 2, mais Sundberg annonce que « le mode multijoueur amateur est absolument fantastique. Nous devons beaucoup à ces gars-là. Ils ont soutenu le jeu et l'ont aidé à rester en vie plusieurs années après sa sortie. Nous n'attendons pas des fans qu'ils fassent un multijoueur pour Just Cause 3 mais, à un certain moment, vous devez choisir sur quoi vous vous focalisez. Notre force est l'expérience bac à sable et nous voulons procurer aux joueurs une excellente expérience avec Just Cause 3 ».
Le 12 décembre 2014, Avalanche Studios dévoile une vingtaine d'images sur le jeu, dévoilant le cadre du jeu (espagnol et italien pour langue locale), des véhicules parmi des blindés, avions, hélicoptères et voitures de sport, mais aussi des éléments de gameplay comme le grappin, le parachute et les multiples armes à disposition.
Le 13 février 2015, une première vidéo intitulée Firestarter (qui peut être traduit comme « celui qui met le feu aux poudres ») montre une succession de scènes de destruction dans les flammes, et on peut y voir Rico modélisé assez précisément, en chute libre avant de déployer sa wingsuit, et dévoile une sortie durant les vacances de l'année 2015. La musique de fond est Firestarter, de Torre Florim. Le même jour, la Community Manager du jeu se dévoile sur le site officiel : Petra Opelova.
Le 12 mars 2015, le site officiel du jeu poste un message invitant les internautes à voter pour trois objets qu'ils voudraient voir apparaître dans une future édition collector du jeu, parmi lesquels figurent un artbook, une statue/puzzle du général Di Ravello, un ensemble de six véhicules du jeu à l'échelle 1:32, une carte de l'aire du jeu, une réplique du grappin de Rico, un sac à dos, un hélicoptère télécommandé, quatre dioramas différents mettant en scène Rico, ou bien un boîtier steelbook.
Le 22 avril 2015, Avalanche Studios fait passer comme message sur le compte Twitter du jeu qu'une fois que ce dernier aurait atteint les 10 000 abonnées, du contenu serait révélé. Il s'agissait en fait d'une très courte vidéo qui annonçait une première vidéo de gameplay pour le mardi 28 avril 2015.
Le 24 avril 2015 est dévoilé la jaquette officielle du jeu sur les trois supports prévus.
Le 28 avril 2015, une première vidéo de gameplay courte sort. On peut y voir un environnement coloré et toujours aussi destructible, de nombreux véhicules et mouvements à notre disposition, ainsi qu'un vaste arsenal. On annonce aussi des véhicules militarisés en bonus pour toute précommande du jeu. La sortie, quant à elle, se précise : automne 2015. Sur le site de Square Enix, on peut lire sur la fiche de précommande du jeu une carte d'une taille de près de 1 000 km2.
Le 31 décembre 2015, l'équipe derrière le mod multijoueur de Just Cause 2 annonce qu'un mod multijoueur pour Just Cause 3 est en développement. Le mode multijoueur est finalement arrivé sur PC le 21 juillet 2017.
Une suite, Just Cause 4, est présentée à l’E3 2018 et prévue pour la même année sur PC, Xbox One et PS4.